# Архиепископ и митрополит карловачки Лукијан
Лукијан Богдановић (Баја, 10. мај 1867 — Бад Гаштајн, 1. септембар 1913) био је архиепископ и митрополит карловачки од 1908. до 1913. године и добротвор.

## Биографија
Лукијан (световно име Лазар) Богдановић је рођен 1867. године у Баји у Угарској. Његова породица је најпре живела у Српској Мечки (Rácmecske), где је рођен његов деда Григорије Богдановић. Његов отац Александар рођен је у Барањи у Печвару, а у Бају се преселио као трговац, где је држао малу радњу. Мати Милица, рођ. Летић, била је блиска рођака патријарха Георгија Бранковића. Лукијан Богдановић се школовао у родној Баји, Сремским Карловцима и у Јегри (мађ. Eger)
Замонашио се 1891. године и ускоро постао архимандрит манастира Вазнесења Христовог у Беочину. За епископа Епархије будимске постављен је 1892. године. Дана 10. новембра 1907. осветио је камен темељац новог здања пештанског Текелијанума.
Изабран је за српског архиепископа 22. септембра 1908. са 33 гласова за и 25 против, мада је већина саборска прво за функцију архиепископа изабрала вршачког епископа Гаврила Змејановића, чији избор угарски премијер Шандор Векерле (мађ. Wekerle Sándor) није прихватио. Затим је саборска већина за српског архиепископа изабрала епископа бачког Митрофана Шевића. Он се, међутим, под притиском краљевског комесара повукао.
Године 1912. мађарска влада Иштвана Тисе (мађ. Tisza István) је укинула српску црквену аутономију. Српска штампа је због настале ситуације окривила Богдановића.
Исте године због хиротонисања Георгија Зубковића за новог епископа будимског изазвао је велико незадовољство код мађарског премијера Иштвана Тисе.
После свих ових немилих догађаја Богдановић је 1. септембра 1913. године у аустријском граду Бад Гаштајну под неразјашњеним околностима нестао. Његово наго тело пронађено је у реци Ахе. Одсечена глава архиепископа Богдановића никада није пронађена. Према извештајима тадашње српске штампе у Аустроугарској постоји сумња да је поглавар Српске православне цркве пао као жртва политике мађарског премијера Иштвана Тисе.
Патријарх Лукијан се истицао великим годишњим прилозима Српском привредном друштву „Привредник“ и био је један од оснивача Патроната Привредникових добротвора и његов активан члан.
Био је каваљерских манира.

## Титуле и признања
- 22. септембар 1908 - 1. септембар 1913: Његова Екселенција Архиепископ и Митрополит Лукијан Богдановић

## Одликовања
- Орден Светог Саве, Велики крст (Краљевина Србија)[5]